# Sigh No More
Sigh No More drugi je studijski album njemačkog power metal sastava Gamma Ray. Album je 21. rujna 1991. godine objavila diskografska kuća Noise Records.

## Popis pjesama
| 1.    | »Changes«                 | Kai Hansen, Uwe Wessel | Hansen, Ralf Scheepers, Wessel, Dirk Schlächter | 5:42 |
| 2.    | »Rich and Famous«         | Hansen                 | Hansen                                          | 4:39 |
| 3.    | »As Time Goes By«         | Hansen, Piet Sielck    | Hansen, Sielck                                  | 4:43 |
| 4.    | »(We Won't) Stop the War« | Hansen, Wessel         | Hansen, Wessel                                  | 3:48 |
| 5.    | »Father and Son«          | Scheepers, Schlächter  | Schlächter                                      | 4:26 |
| 6.    | »One with the World«      | Hansen                 | Hansen, Wessel                                  | 4:47 |
| 7.    | »Start Running«           | Scheepers              | Wessel                                          | 3:58 |
| 8.    | »Countdown«               | Hansen                 | Hansen                                          | 4:20 |
| 9.    | »Dream Healer«            | Scheepers, Hansen      | Hansen                                          | 6:21 |
| 10.   | »The Spirit«              | Hansen, Scheepers      | Hansen, Wessel                                  | 4:18 |
| 47:02 |                           |                        |                                                 |      |

| Bonus pjesma na japanskom izdanju | Bonus pjesma na japanskom izdanju | Bonus pjesma na japanskom izdanju | Bonus pjesma na japanskom izdanju | Bonus pjesma na japanskom izdanju | Bonus pjesma na japanskom izdanju | Bonus pjesma na japanskom izdanju | Bonus pjesma na japanskom izdanju | Bonus pjesma na japanskom izdanju | Bonus pjesma na japanskom izdanju |
| Br.                               | Skladba                           | Trajanje                          |                                   |                                   |                                   |                                   |                                   |                                   |                                   |
| --------------------------------- | --------------------------------- | --------------------------------- | --------------------------------- | --------------------------------- | --------------------------------- | --------------------------------- | --------------------------------- | --------------------------------- | --------------------------------- |
| 11.                               | »Sail On« (uživo)                 | 5:30                              |                                   |                                   |                                   |                                   |                                   |                                   |                                   |
| 52:32                             |                                   |                                   |                                   |                                   |                                   |                                   |                                   |                                   |                                   |

| Bonus pjesme na reizdanju iz 2002. godine | Bonus pjesme na reizdanju iz 2002. godine | Bonus pjesme na reizdanju iz 2002. godine | Bonus pjesme na reizdanju iz 2002. godine        | Bonus pjesme na reizdanju iz 2002. godine | Bonus pjesme na reizdanju iz 2002. godine | Bonus pjesme na reizdanju iz 2002. godine | Bonus pjesme na reizdanju iz 2002. godine | Bonus pjesme na reizdanju iz 2002. godine | Bonus pjesme na reizdanju iz 2002. godine |
| Br.                                       | Skladba                                   | Tekstopisac                               | Skladatelj                                       | Trajanje                                  |                                           |                                           |                                           |                                           |                                           |
| ----------------------------------------- | ----------------------------------------- | ----------------------------------------- | ------------------------------------------------ | ----------------------------------------- | ----------------------------------------- | ----------------------------------------- | ----------------------------------------- | ----------------------------------------- | ----------------------------------------- |
| 11.                                       | »Heroes«                                  | Hansen, Scheepers                         | Hansen, Scheepers, Schlächter                    | 5:00                                      |                                           |                                           |                                           |                                           |                                           |
| 12.                                       | »Dream Healer« (pre-producijska inačica)  | Hansen, Scheepers                         | Hansen                                           | 9:36                                      |                                           |                                           |                                           |                                           |                                           |
| 13.                                       | »Who Do You Think You Are?«               | Hansen                                    | Hansen, Scheepers, Schlächter, Wessel, Uli Kusch |                                           |                                           |                                           |                                           |                                           |                                           |
| 66:44                                     |                                           |                                           |                                                  |                                           |                                           |                                           |                                           |                                           |                                           |

- "Countdown" se nije pojavila na LP inačici albuma, već samo na CD.
- "Heroes" je pjesma "Changes" s drugačijim tekstom.
- "Who Do You Think You Are?" se također nalazi na Heaven Can Wait EP albumu.

## Zasluge
| Gamma Ray - Kai Hansen – gitara, prateći vokal, dodatni vokal (na pjesmi "As Time Goes By") - Ralf Scheepers – vokal - Uwe Wessel – bas-gitara, prateći vokal - Dirk Schlächter – gitara, prateći vokal - Uli Kusch – bubnjevi, prateći vokal Dodatni glazbenici - Tommy Hansen – klavijature - Rolf Köhler – prateći vokal - Fritz Randow – vojni bubanj (na pjesmi "One with the World") | Ostalo osoblje - Piet Sielck – klavijature, prateći vokal, dodatni inženjer zvuka - Tommy Newton – dodatna ritam gitara (na pjesmi "Father and Son"), produkcija, inženjer zvuka, miks - Karl-U. Walterbach – izvršna produkcija - Jörg Blank – fotografije, koncept naslovnici - Roger Gorman – dizajn naslovnici |